# Henry Gale
Henry Gordon Gale (Aurora, 12 de setembro de 1874 — 16 de novembro de 1942) foi um astrofísico e escritor estadunidense.

## Biografia
Durante a Segunda Guerra Mundial, serviu nos Estados Unidos da América e na França, chegando ao posto de tenente-coronel e recebendo a Legião de Honra. Casou-se com a escritora de literatura infantil Agnes Gale, com a qual teve uma filha, Beatrice.
Gale estudou na Universidade de Chicago, concluindo doutoramento em Física em 1899.